# Kudeparisi
Kudeparisi (po około 170 p.n.e.) – czwarty król Kalingi z dynastii Chedi, syn Kharaweli. Władzę uzyskał w wyniku dobrowolnej abdykacji ojca. Przebieg panowania Kudeparisiego nie jest dokładnie znany.